# Челинац (община)
Челинац (на сръбски: Општина Челинац) е община, разположена в Република Сръбска, част от Босна и Херцеговина. Неин административен център е град Челинац. Общата площ на общината е 362.09 км2. Населението ѝ през 2004 година е 17 536 души.